# Marie-Louise Plante
Pour les articles homonymes, voir Plante (homonymie).
Marie-Louise Plante est une célèbre centenaire québécoise née le 10 mars 1725 à Sorel et morte le 14 juin 1832. Elle est la première personne décédée centenaire et enregistrée au Bas-Canada (territoire qui deviendra la province de Québec).